# Venustemplet i Aelia Capitolina
Venustemplet i Aelia Capitolina var ett tempel i Aelia Capitolina (Jerusalem), tillägnat Venus.
Templet uppfördes på order av kejsar Hadrianus på 100-talet e.Kr. Venus var Hadrianus familjs skyddsgud, och även skyddsgud åt den 10:e legionen, som ockuperade området.
Konstantin den stores mor Helena fick platsen påvisad under sin vallfärd till Jerusalem under under förföljelserna av hedningar i Romarriket år 324. Templet revs och en gravvård och en kulle upptäcktes, kullen utsågs till Golgata och heliga gravens kyrka byggdes, som stod klar år 335.
Lämningar av en romersk byggnad har återfunnits nedanför kyrkans grund.